# Overwinningsmedaille (Tsjecho-Slowakije)
De Overwinningsmedaille (Tsjechisch: Československá medaile Vítězství), ook wel "Intergeallieerde Medaille 1914-1918" of, vanwege de tekst die in veel geallieerde landen op de keerzijde verscheen "Medaille van de Oorlog voor de Beschaving" genoemd, is de Tsjecho-Slowaakse Intergeallieerde Medaille die na de overwinning in de Eerste Wereldoorlog aan veteranen werd uitgereikt.
De medaille werd op ingesteld op 27 juli 1920 ingesteld door Tsjecho-Slowaakse president Tomáš Masaryk. De medaille werd uitgereikt aan 85.000 personen. Op 13 februari 1922 werden nadere regels gesteld voor de verlening.
De medaille was bestemd voor Tsjecho-Slowaken die in het Tsjecho-Slowaaks Revolutionair Leger of het Tsjecho-Slowaaks Legioen dat tijdens de Eerste Wereldoorlog in Frankrijk, Italië, Servië en Rusland werd gevormd. Bohemen en Moravië waren in 1914 Oostenrijkse kroonlanden en wat de Tsjecho-Slowaken zouden worden waren onderdanen van de Oostenrijkse keizer. Het nationalisme had onder de Slaven binnen het keizerrijk al flink om zich heen gegrepen en veel krijgsgevangen soldaten van Slavische afkomst werden, eenmaal krijgsgevangen gemaakt, geronseld voor een nieuw Tsjecho-Slowaaks leger dat aan de zijde van de geallieerden tegen Oostenrijk-Hongarije en Duitsland vocht. Tsjecho-Slowaakse soldaten in Rusland speelden een rol in de Russische revolutie en de daaropvolgende burgeroorlog. Zij vochten zich, langs de Trans-Siberische spoorweg naar de havens in het Verre Oosten en keerden via de Verenigde Staten weer terug naar huis.
Op het revers van kostuums werd ook een kleine knoopsgatversiering in de kleuren van het lint gedragen. Op rokkostuums droeg men een miniatuur, een verkleinde versie van de medaille aan een klein lint of een kleine ketting. Op uniformen werd een baton gedragen.
De geallieerden hadden afgesproken dat het zijden lint van al hun overwinningsmedailles gelijk zou zijn. Ook de Tsjecho-Slowaakse medaille kreeg daarom de kleuren van de regenboog.

## De Tsjecho-Slowaakse medaille
De ronde bronzen medaille werd door Otakar Španiel (1881-1955) ontworpen. Op de voorzijde is een gevleugelde Godin van de Overwinning afgebeeld. Zij staat op grond waarop ook een jonge linde groeit en houdt een zwaard in de rechterhand. In de linkerhand houdt zij een tak. De medaille is met "O • SPANIEL"  gesigneerd.
Op de keerzijde staat het rondschrift "SVETOVA VALKA ZA CIVILICACI " rond een wapenschild met de Boheemse leeuw. Het schild is op een lint met de jaartallen "1914 - 1918" gelegd. Op de achtergrond zijn de in de heraldiek van Tsjecho-Slowakije zo geliefde lindenblaadjes gestrooid.
De medaille werd door de Munt in Kremnice geslagen. Er zijn ook onofficiële ongesigneerde medailles van de Praagse firma Karnet & Kysely bekend. Van de Tsjecho-Slowaakse medaille zijn vier diverse varianten in de handel, men onderscheidt vergulde medailles, donkere, matte en lichter gepatineerde medailles en medailles met verschillende bevestigingen. Tussen 1945 en 1948 werden voor de laatste maal Tsjecho-Slowaakse overwinningsmedailles gefabriceerd..
De medaille werd aan een lint in de kleuren van de regenboog op de linkerborst gedragen. Dit lint was vergeleken met de linten van de medailles van andere landen zeer grof geweven.